# Barkhera Bara
Barkhera Bara o Barkhera Mota fou un petit estat tributari protegit de l'Índia, un thakurat (territori d'un thakur o noble) garantit pels britànics, part de l'agència Bhil a l'Índia central. El seu sobirà portava el títol de bhúmia (per tant el seu territori era un bhumiat) i tenia relacions amb els sobirans de Dhar i Gwalior. Dels seus dominis tres pobles els tenia en feu de Dhar contra pagament de 86 lliures; la resta els tenia per Sindhia (Gwalior) a la pargana Sagor (nombre de pobles no determinat) i al Dècan (5 pobles) pels que pagava un tribut de 165 lliures pels primers i 140 pels altres. La superfície de l'estat era de 101 km², la població de 6.027 habitants (1901) i els ingressos estimats eren de 25.000 rúpies. El darrer sobirà fou Nain Singh (1912-1948) nascut el 1907 i pare de Mahendra Singh.